# تخته‌سیاه اینشتین

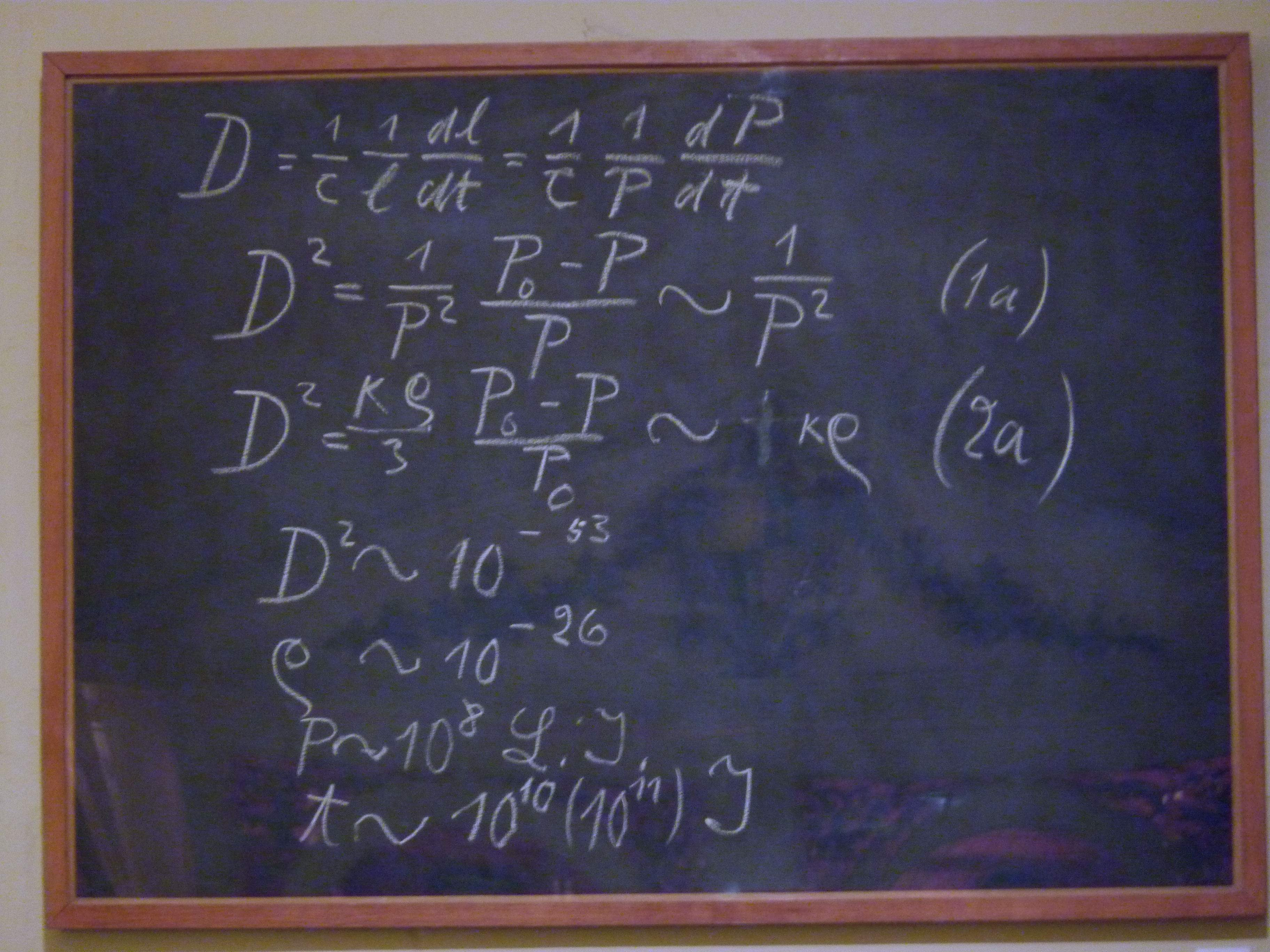
تخته سیاه اینشتین در موزه تاریخ علوم در آکسفورد.

تخته‌سیاه اینشتین یک تخته سیاه است که آلبرت اینشتین در ۱۶ مارس سال ۱۹۳۱ در طول سخنرانی خود، زمانی که در حال بازدید از دانشگاه آکسفورد در انگلستان بوده‌است، از آن استفاده کرده‌است. این تخته سیاه یکی از نمادین‌ترین اشیاء در کلکسیون موزه تاریخ علوم در آکسفورد می‌باشد.

## بررسی اجمالی
سخنرانی که طی آن از این تخته سیاه استفاده شده بود، دومین سخنرانی از سه سخنرانی اینشتین بوده‌است که در Rhodes House در South Parks Road ایراد شده‌است. دیدار اینشتین از آکسفورد، به جهت ایراد سخنرانی و همچنین دریافت مدرک افتخاری دکترای علوم از دانشگاه آکسفورد در ۲۳ مارس سال ۱۹۳۱ بود که میزبانی این مراسم توسط فریدریش لیندمان بوده‌است. اولین سخنرانی اینشتین در مورد نظریه نسبیت، دومین سخنرانی دربارهٔ کیهان‌شناسی و سومین سخنرانی در مورد نظریه میدان واحد بوده‌است. تمام سخنرانی‌ها در آلمان به چاپ رسیده بود. همچنین گزارش مختصری از دومین سخنرانی، در تایمز و در نیچر به چاپ رسیده بود. خلاصه ای از هر سه سخنرانی را می‌توان در بایگانی موزه تاریخ علوم آکسفورد یافت.
اینشتین دوباره در سال‌های ۱۹۳۲ و ۱۹۳۳، قبل از اینکه در دانشگاه پرینستون ایالات متحده جهت گذران بقیه عمر سکنی گزیند، به آکسفورد بازگشت.

## تخته سیاه ناتینگهام
تخته سیاهی است که اینشتین در ۶ ژوئن سال ۱۹۳۰ از آن در سخنرانی عمومی خود در دانشگاه ناتینگهام استفاده کرد. بعد از سخنرانی، این تخته سیاه نگهداری شد و اکنون در آرشیو دانشگاه موجود می‌باشد.